# پرای
پرای (به ایتالیایی: Pray) یک کومونه در ایتالیا است که در استان بیه‌لا واقع شده‌است.

## خصوصیات
پرای ۹٫۳ کیلومترمربع مساحت و ۲٬۴۳۴ نفر جمعیت دارد.